# Typvärde
Typvärde (kallas även modalvärde) i ett statistiskt datamaterial är det värde som förekommer flest gånger. En mängd kan ha mer än ett typvärde, eftersom det kan finnas flera olika värden som alla är lika ofta (och mest) förekommande. Typvärde används ofta i grupper där de olika värdena inte är tal (exempelvis bilmärken, färger, sjukdomar eller nationaliteter).
Termerna median, medelvärde och typvärde hör till gruppen lägesmått.

## Exempel
- Om vi antar att {\displaystyle x\in \{2,6,9,5,3,1,5,4,2,5\}} är typvärdet för x lika med 5 eftersom talet förekommer flest gånger.
- Vid en längre serie tärningsslag med två sexsidiga tärningar förväntas typvärdet för tärningarnas summa bli 7, eftersom det utfallet har högst sannolikhet (1/6). En kortare serie kan dock ha andra typvärden eftersom slumpmässig variation förekommer.

Typvärdet är alltså det tal som förekommer oftast i en grupp av värden.